# São João dos Patos (kommun)
São João dos Patos är en kommun i Brasilien.   Den ligger i delstaten Maranhão, i den östra delen av landet, 1 100 km norr om huvudstaden Brasília. Antalet invånare är 24 913.
Följande samhällen finns i São João dos Patos:
- São João dos Patos

Omgivningarna runt São João dos Patos är huvudsakligen savann. Runt São João dos Patos är det glesbefolkat, med 15 invånare per kvadratkilometer.